# Mendeley
Mendeley es una aplicación web y de escritorio, propietaria y gratuita. Permite gestionar y compartir referencias bibliográficas y documentos de investigación, encontrar nuevas referencias y documentos y colaborar en línea. Mendeley combina Mendeley Desktop, una aplicación de gestión de referencias bibliográficas y de documentos en formato PDF (disponible para Windows, Mac y Linux) con Mendeley web. Ambas aplicaciones son la base sobre la cual se ha creado y desarrollado una red social en línea de investigadores, tiene funcionalidades para identificar, capturar, etiquetar, clasificar y referenciar artículos científicos y académicos. Su comunidad está formada por 3 millones de usuarios y dispone de una base de datos con más de 100 millones de referencias. Desde 2013 pertenece al grupo editorial Elsevier.

## Historia
Mendeley fue fundada en noviembre de 2007 por tres estudiantes alemanes y tiene su sede en Londres. La primera versión beta se publicó en agosto de 2008. El equipo está compuesto por investigadores, graduados, y desarrolladores de código abierto de gran variedad de instituciones académicas. Entre los inversores de la compañía se incluyen el expresidente ejecutivo de Last.fm, los ingenieros fundadores de Skype y el exjefe de Estrategia Digital de Warner Music Group, así como académicos de Cambridge y la Universidad Johns Hopkins. La editorial de publicaciones Elsevier adquirió Mendeley en 2013.
Mendeley ha ganado varios premios: Plugg.eu "European Start-up of the Year 2009", TechCrunch Europas "Best Social Innovation Which Benefits Society 2009", y The Guardian la situó en el puesto número 6 en el "Top 100 tech media companies" del Reino Unido.

### Críticas
La adquisición por Elsevier produjo un debate en las redes científicas y en los medios de comunicación interesados en el Open Access, el acceso abierto a las publicaciones científicas, y molestó a científicos que pensaban que la adquisición por el gigante Elsevier, conocido por sus prácticas restrictivas de publicación, el alto precio de sus revistas (ver The Cost of Knowledge) y apoyo público el proyecto de ley SOPA, era antiético al modelo de compartición abierto de Mendeley.
David Dobbs describía, en The New Yorker, las dos razones de Elsevier para comprar Mendeley: para adquirir los datos de los usuarios de Mendeley, y para "destruir desde dentro un icono de la ciencia abierta que amenaza su modelo de negocio."
Mendeley no proporciona todos los estilos de citación existentes en el mercado editorial, sino que prioriza los de su Grupo. Los estilos de cita de publicaciones de otras editoriales se pueden instalar (p. EJ. VoxSanguinis de Wiley), pero no es Mendely quien configura el estilo, sino que lo toma de Zotero, lo cual puede conllevar errores de los cuales no se responsabiliza.

## Características
- Escritorio Mendeley, basado en Qt, se puede ejecutar tanto en Windows, como en Mac y Linux.
- Extracción automática de metadatos de documentos PDF.
- Copias de seguridad y sincronización entre varios equipos y con una cuenta en línea privada.
- Visor de documentos PDF con notas adhesivas, selección de texto y lectura a pantalla completa.
- Búsqueda completa de texto a través de documentos.
- Filtrado inteligente, etiquetado y cambio de nombre de archivos PDF.
- Citas y bibliografías en Microsoft Word, OpenOffice, LibreOffice y OnlyOffice
- Importación de documentos y trabajos de investigación de sitios web externos (por ejemplo, PubMed, Google Scholar, Arxiv, etc.) haciendo uso del bookmarklet del navegador.
- Mendeley web soporta COinS y el bookmarklet del navegador importa de cualquier sitio que soporte COinS.
- Compartir y colaborar en grupo, anotaciones en los documentos.
- Características de redes sociales (seguimiento de investigadores con ideas afines, noticias).
- Estadísticas sobre los documentos, autores y publicaciones más leídos.

## Cronología de desarrollo
- Abril de 2010:        0.9.6.3 beta
- Diciembre de 2009:    0.9.5 beta
- Julio de 2009:        0.9.0 beta
- Diciembre de 2008:    0.6.0 beta
- 13 de agosto de 2008: Lanzamiento, con el apoyo del presidente de Last.fm Stefan Glänzer y de antiguos ingenieros de Skype (los desarrolladores de KDE)